# 井上仁
井上 仁（いのうえ じん、1992年4月2日 - ）は、日本の男子バレーボール選手である。

## 来歴
東京都府中市出身。姉に誘われ中学2年生からバレーボールを始める。
早稲田実業高等学校、東京学芸大学を経て、2014/15シーズン、V・プレミアリーグ（当時のVリーグ1部リーグ）に所属するFC東京の内定選手となった。同シーズンのV・チャレンジマッチに出場（チームはV・プレミア残留）。
2015年、大学卒業後に、FC東京に入団した。2015/16シーズンにV・プレミアリーグの試合に出場し、Vリーグデビューを果たした。
2021年、2020-21シーズン終了をもってFC東京を退団した。
2022年、1年のブランクを経て、V.LEAGUE DIVISION2 MEN（V2男子）に所属するヴォレアス北海道に入団した。

## 人物
- 埼玉上尾メディックスに所属する井上奈々朱は姉[8]。

## 所属チーム
- 早稲田実業学校高等部（2008-2011年）
- 東京学芸大学（2011-2015年）
- FC東京（2015-2021年）
- ヴォレアス北海道（2022年-）